# Liste der Kulturgüter in Moosleerau
Die Liste der Kulturgüter in Moosleerau enthält alle Objekte in der Gemeinde Moosleerau im Kanton Aargau, die gemäss der Haager Konvention zum Schutz von Kulturgut bei bewaffneten Konflikten, dem Bundesgesetz vom 20. Juni 2014 über den Schutz der Kulturgüter bei bewaffneten Konflikten sowie der Verordnung vom 29. Oktober 2014 über den Schutz der Kulturgüter bei bewaffneten Konflikten unter Schutz stehen.
Es sind weder A-Objekte noch B-Objekte auf dem Gemeindegebiet ausgewiesen, Objekte der Kategorie C fehlen zurzeit (Stand: 1. Januar 2023). Unter übrige Baudenkmäler sind geschützte Objekte zu finden, die in der Bau- und Nutzungsordnung der Gemeinde verzeichnet sind.

## Übrige Baudenkmäler
| ID   | Foto |                 | Objekt                                       | Typ | Standort                                   | Beschreibung |
| ---- | ---- | --------------- | -------------------------------------------- | --- | ------------------------------------------ | ------------ |
| 901  | BW   | Datei hochladen | Bauernhaus (1893–1895)                       | G   | Luzernerstrasse 34 647313 / 235590         |              |
| 902  | BW   | Datei hochladen | Brunnen beim Gasthof «Sternen» (1860)        | K   | Luzernerstrasse 48 647368 / 235589         |              |
| 903A | BW   | Datei hochladen | Grenzstein (17. Jh.)                         | K   | alte Strasse nach Triengen 647550 / 233969 |              |
| 904  | BW   | Datei hochladen | Steinbogenbrücke über den Gründelbach (1826) | G   | alte Strasse nach Triengen 647545 / 233968 |              |

Hinweis zur Legende: Anstelle der KGS-Nummer wird als Objekt-Identifikator (ID) die Inventarnummer in der Bau- und Nutzungsordnung verwendet.